# BlueGriffon
BlueGriffon是一套開放原始碼的所見即所得HTML編輯器，取代了同樣為Daniel Glazman所製作的Nvu 。它擁有與Firefox相同的Gecko渲染引擎，並使用XUlrunner這個Gecko運行環境。其穩定版已經釋出，並能安裝在Mac OS X、Windows及Linux之上。
BlueGriffon 符合W3C的網頁標準，能依照HTML 4，XHTML 1.0，HTML 5 以及 XHTML 5之規範來新建或修改網頁。它能支援CSS 2.1，以及所有能運行於Gecko之上的CSS 3 規格。BlueGriffon 也擁有SVG編輯器，這款基於XUL的編輯器，原是Firefox的附加元件，後來轉移到了BlueGriffon之上。
BlueGriffon拥有一些附加元件来增强其功能，但其中多数需要付费。

## 外部連結
- BlueGriffon 官方網站（页面存档备份，存于）

1. ↑  . 2019年10月14日  [2020年9月16日].
2. ↑  . 2017年12月4日  [2020年9月17日].